# Edward Jenner
Edward Jenner FRS (Berkeley, 17 de maio de 1749 – 26 de janeiro de 1823) foi um naturalista e médico franco-inglês pioneiro no conceito de vacinas incluindo a invenção da vacina contra a varíola, em 1796.
Os termos vacina e vacinação são derivados de Variolae vaccinae (varíola das vacas), termo usado por Jenner para descrever a varíola. Ele usou o termo pela primeira vez em 1798, no título de seu trabalho Inquiry into the Variolae vaccinae known as the Cow Pox, no qual descreve o efeito protetor da varíola bovina quando comparada com a varíola humana.
No Ocidente, Jenner é conhecido como o "pai da imunologia" e seu trabalho é reconhecido como um "salvador de vidas, mais do que qualquer outra pessoa". Na época de Jenner, a varíola aniquilou 10% da população, com a porcentagem chegando até 20% nas cidades onde a doença se espalhava mais facilmente. Em 1821, ele foi indicado como médico extraordinário pelo rei Jorge IV, além de ter sido eleito prefeito de Berkeley e juiz de paz. Membro da Royal Society na área de zoologia, ele foi a primeira pessoa a descrever o parasita de ninhada. Em 2002, seu nome foi incluído na lista de 100 maiores britânicos da BBC.

## Biografia
Jenner nasceu em 6 de maio de 1749, em Berkeley. Era o oitavo entre os nove filhos do reverendo Stephen Jenner, vigário de Berkeley, e sua esposa, Sarah Jenner. Jenner recebeu uma rígida educação quando criança, tendo estudado em Wotton-under-Edge e Cirencester. Por volta dessa época, ele passou pela variolização, processo de inoculação contra a varíola, o que lhe causou problemas de saúde para o resto da vida. Quando Jenner tinha 14 anos, tornou-se aprendiz por sete anos de Daniel Ludlow, um cirurgião de Chipping Sodbury, onde ganhou a experiência necessária para se tornar um cirurgião.
Em 1770, aos 21 anos, Jenner se tornou aprendiz de cirurgia e anatomia do cirurgião John Hunter, tendo também trabalhado com outros especialistas do Hospital de St. George, em Londres. Hunter se tornou um bom amigo nos anos seguintes, com quem Jenner trocou várias correspondências ao longo dos anos. Hunter também o indicou para a Royal Society. Jenner retornou para sua cidade em 1773, onde se tornou um médico da família e cirurgião famoso na região.
Junto de outros médicos, Jenner formou a Sociedade Médica de Fleece ou de Gloucestershire, chamada das duas formas porque as reuniões geralmente aconteciam no salão de Fleece Inn, em Rodborough, em Gloucestershire. Os membros jantavam juntos e liam artigos da área médica. Jenner contribuiu com artigos sobre a angina, oftalmia e doença cardiovascular, tecendo comentários também sobre a varíola bovina. Em 30 de dezembro de 1802, ele se tornou mestre maçom.

## Zoologia
Edward Jenner foi eleito membro da Royal Society em 1789, depois de sua publicação descrevendo um estudo cuidadoso sobre a antes incompreendida vida do cuco-canoro, incluindo observação, experimentação e dissecação. Jenner descreveu como o cuco recém-nascido empurrava os ovos de seu hospedeiro e os filhotes novatos para fora do ninho (ao contrário da crença existente de que o cuco adulto é que fazia isso). Tendo observado esse comportamento, Jenner demonstrou uma adaptação anatômica para o filhote, que tem uma depressão nas costas, não presente após 12 dias de vida, que lhe permitia pegar ovos e outros filhotes. O adulto não permanece tempo suficiente na área para realizar esta tarefa. As descobertas de Jenner foram publicadas em Philosophical Transactions of the Royal Society em 1788.
Sua compreensão sobre o comportamento do cuco não foi inteiramente aceito até que a pintora escocesa, Jemima Blackburn, observadora da vida selvagem, viu o cuco recém-nascido empurrando os ovos de seu hospedeiro para fora do ninho. Sua descrição e ilustração do evento foram suficientes para convencerem Charles Darwin a revisar uma edição posterior de A origem das espécies.
Seu interesse em zoologia teve grande papel em seu primeiro experimento com a inoculação. Ele não apenas tinha um conhecimento profundo da anatomia humana devido ao seu treinamento médico, como também entendia a biologia animal e seu papel nas fronteiras transespécies na transmissão de doenças. Na época, não havia como saber a importância dessa conexão para a história e a descoberta das vacinas. Tal conexão é vista hoje, onde muitas vacinações atuais incluem partes de animais de vacas, coelhos e ovos de galinha, o que pode ser atribuído ao trabalho de Jenner e sua vacinação contra a varíola bovina e varíola humana.

## Casamento e medicina
Jenner se casou com Catherine Kingscote (morta em 1815 devido à tuberculose), em março de 1788. Ele provavelmente a conheceu enquanto ele e seus colegas faziam experimentos com balões. O balão usado por Jenner desceu em Kingscote Park, na propriedade do pai de Catherine, Anthony Kingscote.
Jenner obteve o diploma de médico pela Universidade de St Andrews, em 1792.

## Invenção da vacina

Os passos tomados por Edward Jenner para criar a vacinação. Jenner inoculou James Phipps com varíola bovina, vírus similar ao da doença humana, para criar imunidade, ao contrário da variolização, que usava a varíola humana para criar imunidade

A inoculação já acontecia na Ásia e era uma prática padrão, ainda que envolvesse riscos sérios. Um deles era o medo de que os inoculados passassem a transmitir a doença aos que os cercavam, por se tornarem portadores da doença. Em 1721, Lady Mary Wortley Montagu importou a técnica da variolização para a Grã-Bretanha depois de observar o procedimento em Constantinopla. Ainda que Johnnie Notions tenha tido sucesso com sua auto-inoculação, que alegava não ter perdido nenhum paciente seu método era limitado às Ilhas Shetland.
Voltaire escreveu que nessa época 60% da população se contaminou com varíola e 20% da população morreu por causa dela. Também escreveu que os circassianos usavam a inoculação desde tempos imemoriais e que o costume tinha sido emprestado dos turcos. Em 1766, Daniel Bernoulli analisou a mortalidade da varíola e as taxas de mortalidade para demonstrar a eficiência da inoculação.
Em 1768, o médico inglês John Fewster percebeu que uma infecção prévia pela varíola bovina levava a uma imunidade da pessoa contra a varíola. Na década de 1770, pelo menos cinco pesquisadores da Inglaterra e da Alemanha (Sevel, Jensen, Jesty 1774, Rendell, Plett 1791) fizeram testes em humanos, com sucesso, utilizando a vacina bovina contra varíola humana. Por exemplo, o fazendeiro Benjamin Jesty, de Dorset, foi vacinado com sucesso e teria gerado imunidade na esposa e em seus dois filhos na epidemia de 1774, mas só com o trabalho de Jenner é que o processo foi compreendido. É provável que Jenner tivesse conhecimento dos procedimentos de Jesty. Uma observação similar sobre o processo de inoculação foi feito na França, por Jacques Antoine Rabaut-Pommier, em 1780.

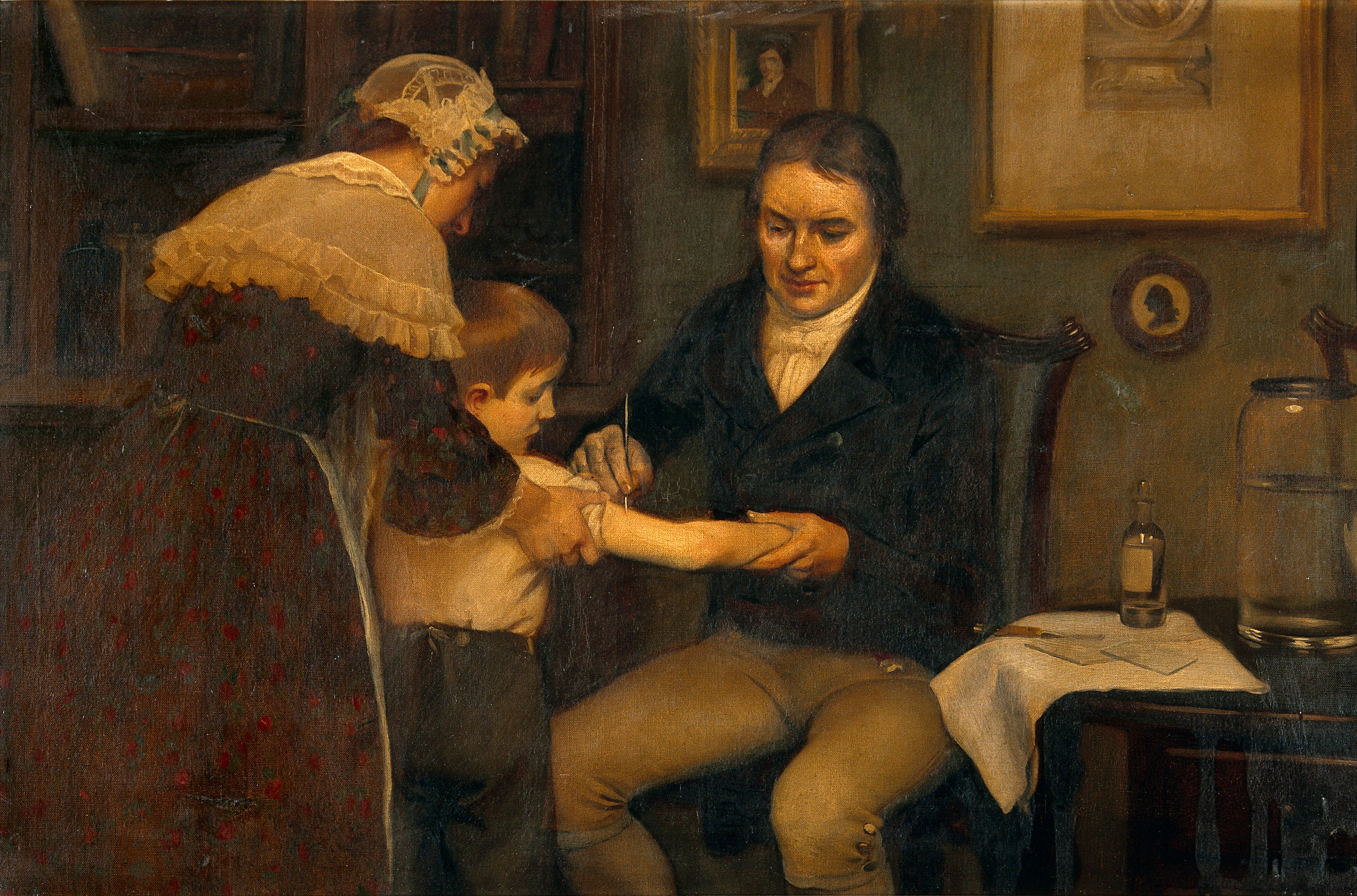
Dr. Jenner aplicando a vacinação em James Phipps, um menino de 8 anos, em 14 de maio de 1796

Jenner notou que as jovens ordenhadeiras eram, geralmente, imunes à varíola. Assim, ele supôs que o pus das bolhas das ordenhadeiras, infectadas com a varíola bovina (doença similar, porém menos virulenta), poderia proteger contra a varíola humana. A hipótese de Jenner é que a doença começava com cavalos, que transmitiam às vacas, que depois transmitiam aos trabalhadores da fazenda, manifestando-se como varíola bovina. Em 14 de maio de 1796, Jenner testou sua hipótese, inoculando o menino James Phipps, de 8 anos, filho do jardineiro da propriedade. Raspou o pus das bolhas de uma das ordenhadeiras, Sarah Nelmes, que tinha contraído a varíola bovina de uma vaca chamada Blossom e inoculou os dois braços do menino no mesmo dia. James teve febre e algum mal-estar, mas não desenvolveu a varíola. Depois que o menino se recuperou, Jenner injetou-lhe material da varíola humana, no processo de variolização comum da época e nenhuma doença se desenvolveu. O menino foi testado com vários materiais contendo varíola humana vindas de outras pessoas e nunca desenvolveu a doença. O caso de James Phipps foi o 17.º caso descrito no primeiro artigo de Jenner sobre a vacinação.
| “ | A contribuição única de Jenner não foi ter inoculado algumas pessoas com varíola bovina, mas ter provado [por meio de testes subsequentes] que elas eram imunes à varíola. Além disso, demonstrou que o pus protetor da varíola bovina poderia ser inoculado com eficácia de pessoa para pessoa, não apenas diretamente do gado. | ” |

Jenner continuou sua pesquisa e a relatou à Royal Society, que não publicou seu artigo inicial. Após revisões e pesquisas adicionais, ele publicou suas descobertas sobre os 23 casos de inoculação, incluindo seu filho de 11 meses, Robert. Algumas de suas conclusões estavam corretas, outras erradas; métodos microbiológicos e microscópicos modernos tornariam seus estudos mais fáceis de reproduzir. A comunidade médica deliberou longamente sobre suas descobertas antes de aceitá-las. Eventualmente, a vacinação foi aceita e, em 1840, o governo britânico proibiu a variolação — o uso da varíola para induzir imunidade — e providenciou a vacinação com varíola bovina gratuitamente.

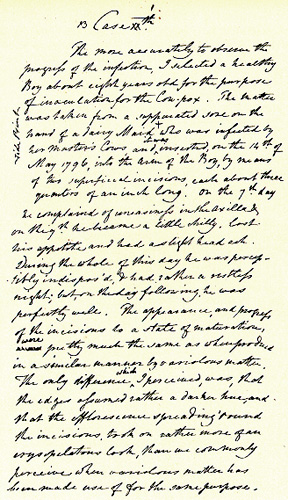
Manuscrito de Jenner sobre a primeira vacinação, no Royal College of Surgeons, em Londres

O sucesso de sua descoberta logo se espalhou pela Europa e foi usado "em massa" na Operação Balmis, na Espanha (1803-1806), uma missão de três anos às Américas, Filipinas, Macau e China, liderada pelo médico Francisco Javier de Balmis com o objetivo de dar a milhares de pessoas a vacina contra a varíola, iniciativa que foi elogiada pelo próprio Jenner.
Napoleão, que na época estava em guerra contra a Grã-Bretanha, vacinou todas as suas tropas, concedeu uma medalha a Jenner e ainda libertou dois soldados ingleses, permitindo que voltassem para casa, dizendo que não recusaria nada do "salvador da humanidade".
O trabalho contínuo de Jenner com a vacinação o impediu de continuar sua prática médica normal. Ele foi apoiado por seus colegas e pelo rei em sua petição ao Parlamento e recebeu £ 10 000 em 1802 por seu trabalho de vacinação. Em 1807, ele recebeu mais £ 20 000 depois que o Royal College of Physicians confirmou a ampla eficácia da vacinação.

## Últimos anos
Jenner foi eleito membro honorário da American Academy of Arts and Sciences, em 1802, membro da American Philosophical Society, em 1804 e membro estrangeiro da Royal Swedish Academy of Sciences, em 1806. Jenner se tornou membro da Medical and Chirurgical Society desde sua fundação, em 1805 (hoje a Royal Society of Medicine), onde apresentou vários artigos. Em 1808, com ajuda do governo o Programa Nacional de Vacinação foi fundado, mas Jenner se sentiu ofendido pelos homens escolhidos para dirigi-lo e renunciou ao cargo de diretor.
Retornando a Londres, em 1811, Jenner notou um número significativo de casos de varíola após a vacinação. Ele descobriu que, nesses casos, a gravidade da doença diminuía notavelmente com a vacinação anterior. Em 1821, ele foi nomeado médico especial do rei Jorge IV e também foi nomeado prefeito de Berkeley e juiz de paz.

## Morte
Jenner foi encontrado em um estado de apoplexia, em 25 de Janeiro de 1823, com o lado direito de seu corpo paralisado. Ele não se recuperou e morreu no dia seguinte devido a um AVC, o segundo que sofreu, em 26 de Janeiro de 1823, aos 73 anos. Ele foi sepultado no jazigo da família Jenner, na Igreja de St. Mary, em Berkeley.

## Legado
Em 1979, a Organização Mundial da Saúde declarou a varíola como uma doença erradicada. Isto se deveu, sobretudo, aos esforços coordenados de saúde pública, sendo que, indubitavelmente, a vacina foi um componente essencial. Apesar de ser declarada erradicada, algumas amostras de pus contaminado com o vírus causador da doença são mantidas em laboratórios, no Centro de Controle e Prevenção de Doenças, em Atlanta, nos Estados Unidos, e no Centro Estadual de Pesquisa em Virologia e Biotecnologia VECTOR, em Koltsovo, na Rússia.

## Homenagens

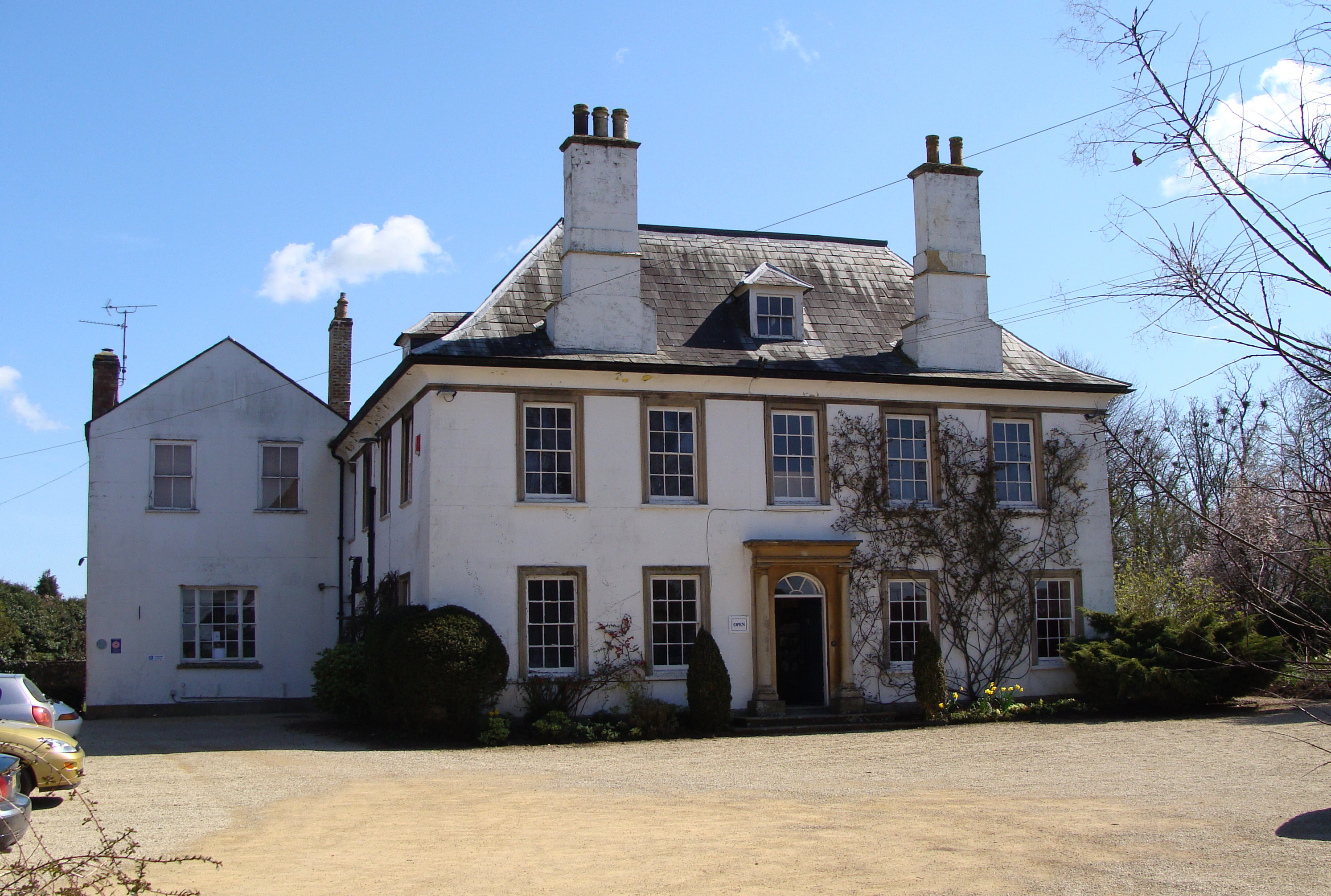
Museu Edward Jenner, na Inglaterra

- Em 2002, o nome de Jenner foi incluído na 100 Greatest Britons, uma lista que apresenta os nomes dos cem maiores britânicos da História, segundo votação do público britânico.
- A cratera Jenner, na Lua, foi assim batizada em sua homenagem.
- A banda de Heavy metal Jenner, de Belgrado, capital da Sérvia, foi assim batizada em homenagem a Edward Jenner.
- No episódio “TS-19”, a série de televisão The Walking Dead é mostrado um personagem de nome Edwin Jenner, em homenagem a Edward Jenner.[39]

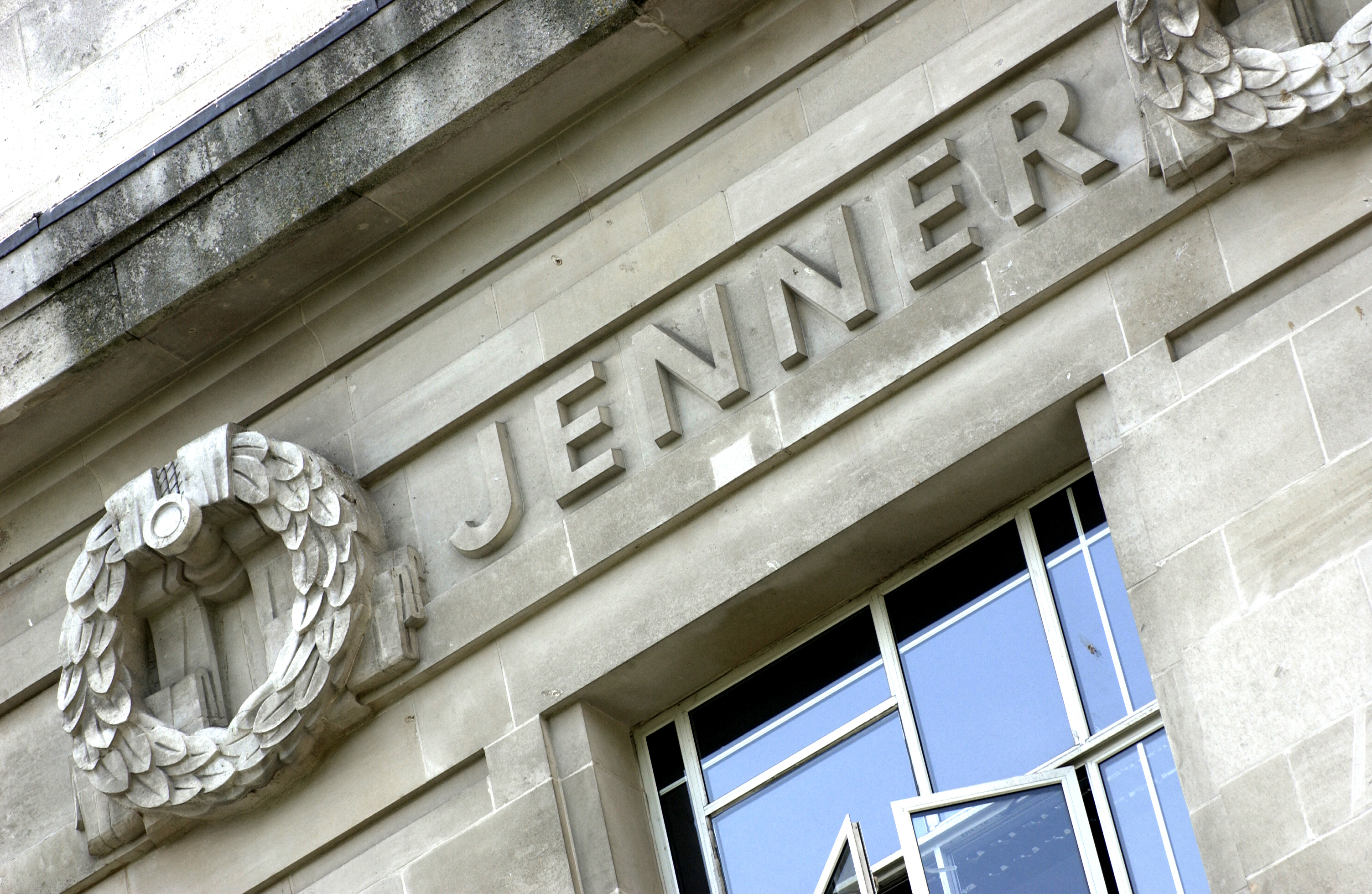
Nome de Edward Jenner na fachada do prédio da London School of Hygiene & Tropical Medicine, em Keppel Street

- A casa de Jenner, em Berkeley, Gloucestershire, transformada no Edward Jenner Museum.[40]
- Uma estátua de Jenner, criada por Robert William Sievier, foi erguida na nave da Catedral de Gloucester.
- Outra estátua foi erguida na Trafalgar Square e, posteriormente, levada para o Kensington Gardens.
- Nas imediações de Gloucestershire, vila de Uley, Downham Hill, é localmente conhecida como "Smallpox Hill" por ser o possível local de estudos de Jenner sobre a varíola.[41]
- Em Londres, o St. George's Hospital Medical School possui um pavilhão batizado como Jenner.
- Um grupo de vilarejos no Condado de Somerset, na Pensilvânia, Estados Unidos, foi batizado em homenagem a Jenner, ainda no século XIX, havendo também, no mesmo estado, um cruzamento de rodovia batizado em sua homenagem.[42]
- Jennersville, na Pensilvânia, é localizada no Condado de Chester (Pensilvânia).[43]
- O Instituto Edward Jenner Para Pesquisa de Vacinas é um centro de pesquisas de doenças infecciosas, parte da Universidade de Oxford.
- Uma seção do Gloucestershire Royal Hospital foi batizada como Edward Jenner Unit.
- Uma divisão do Northwick Park Hospital é batizada como Jenner Ward.
- Jenner Gardens at Cheltenham, Gloucestershire, é um jardim e cemitério na Inglaterra.[44]
- Uma estátua de Jenner foi erguida no Museu Nacional de Tóquio em 1896, para comemorar o centenário da descoberta da vacina de Jenner.[45]
- Um monumento na parte externa dos muros da cidade de Bolonha Sobre o Mar, na França, foi erguido em homenagem a Jenner.
- Uma rua em Stoke Newington, Londres: Jenner Road, N16 51° 33′ 31″ N, 0° 04′ 03″ O.
- O nome de Edward Jenner é apresentado na sacada da Escola de Higiene e Medicina Tropical de Londres.[46]

## Publicações
- 1798: An Inquiry Into the Causes and Effects of the Variolæ Vaccinæ[47]
- 1799: Further Observations on the Variolæ Vaccinæ, or Cow-Pox.[48]
- 1800: A Continuation of Facts and Observations relative to the Variolæ Vaccinæ 40 pgs.[49]
- 1801: The Origin of the Vaccine Inoculation[50]